# Papilio iswaroides
Papilio iswaroides är en fjärilsart som beskrevs av Hans Fruhstorfer 1898. Papilio iswaroides ingår i släktet Papilio och familjen riddarfjärilar. Inga underarter finns listade i Catalogue of Life.